# 東京寶塚大樓
東京寶塚大樓，位於日本東京都千代田區有樂町一丁目，前身是由寶塚歌劇團直營的舞台劇劇場，經過重建後變為一座綜合式大樓，而原有的東京寶塚劇場亦併入於新大樓內的1至6樓。

## 歷史
第一代的東京寶塚劇場於1934年正式開幕，後因重建關係於1997年拆卸，2000年12月重建完成，而新的東京寶塚劇場則於2001年1月1日重開。

## 外部連結
- 寶塚歌劇団官方網站 （页面存档备份，存于）